# Statues du Parc de la Tête d'Or
Le parc de la Tête d'Or se situe dans le 6e arrondissement de Lyon. Il contient plusieurs statues, sculptures et monuments commémoratifs.

## Entrée

### Monument des enfants du Rhône
Le monument aux morts dédié aux soldats lyonnais morts lors de la guerre franco-allemande de 1870 se trouve place du Général-Leclerc devant la porte d'entrée du parc.

### La porte des enfants du Rhône
Cette porte monumentale ornée de feuilles d'or se compose de trois portes sur une largeur de 32 mètres.
L'appel à projet a fait l'objet d'un concours qui est remporté par Charles Meysson. Réalisée en ferronnerie dorée par le ferronnier J. Bernard, en 1900-1902,elle a été restaurée en 1952 , puis rénovée en 2019. Elle est inscrite à l’inventaire des Monuments historiques depuis 1982.

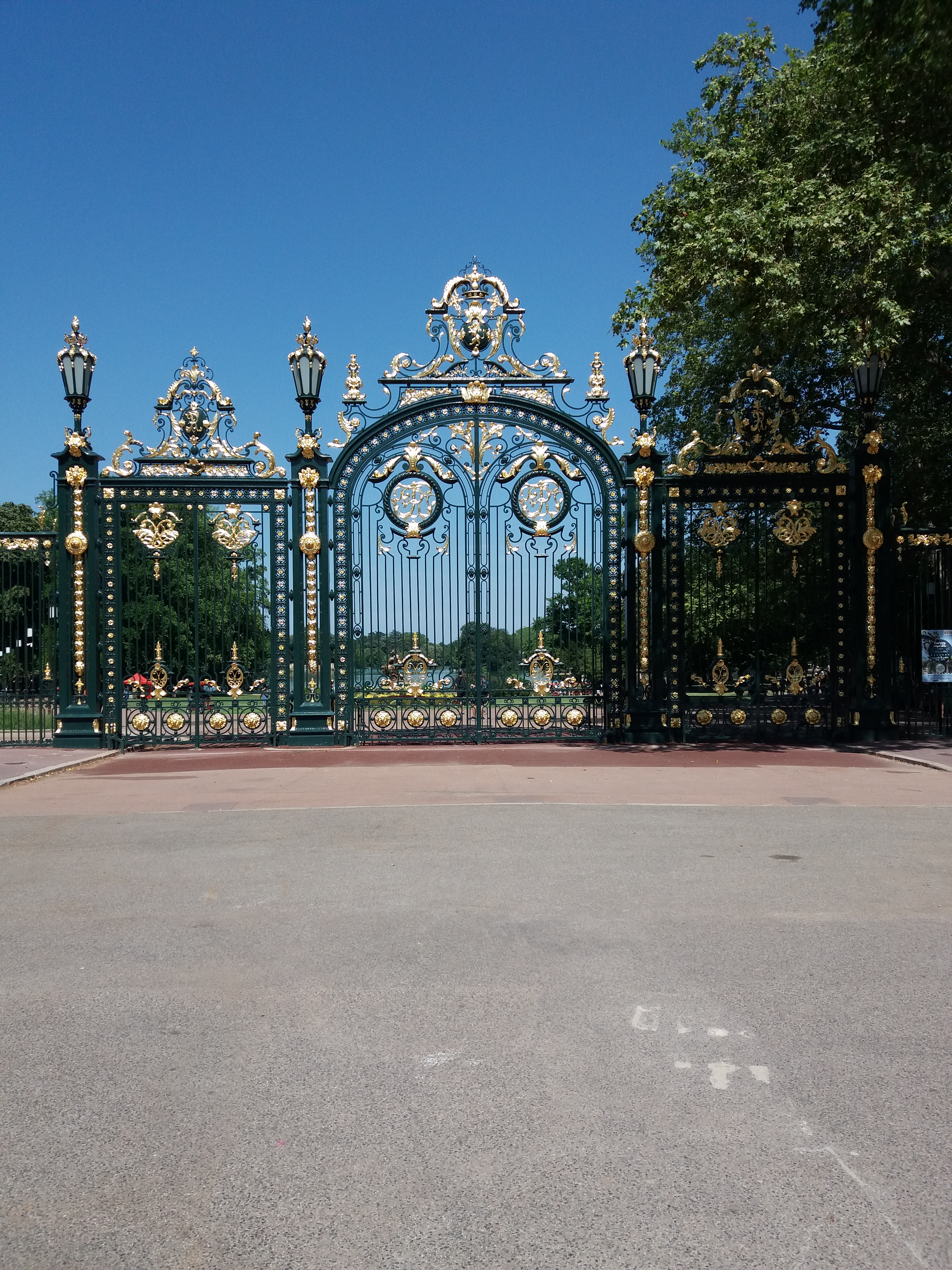
Porte des Enfants du Rhône.
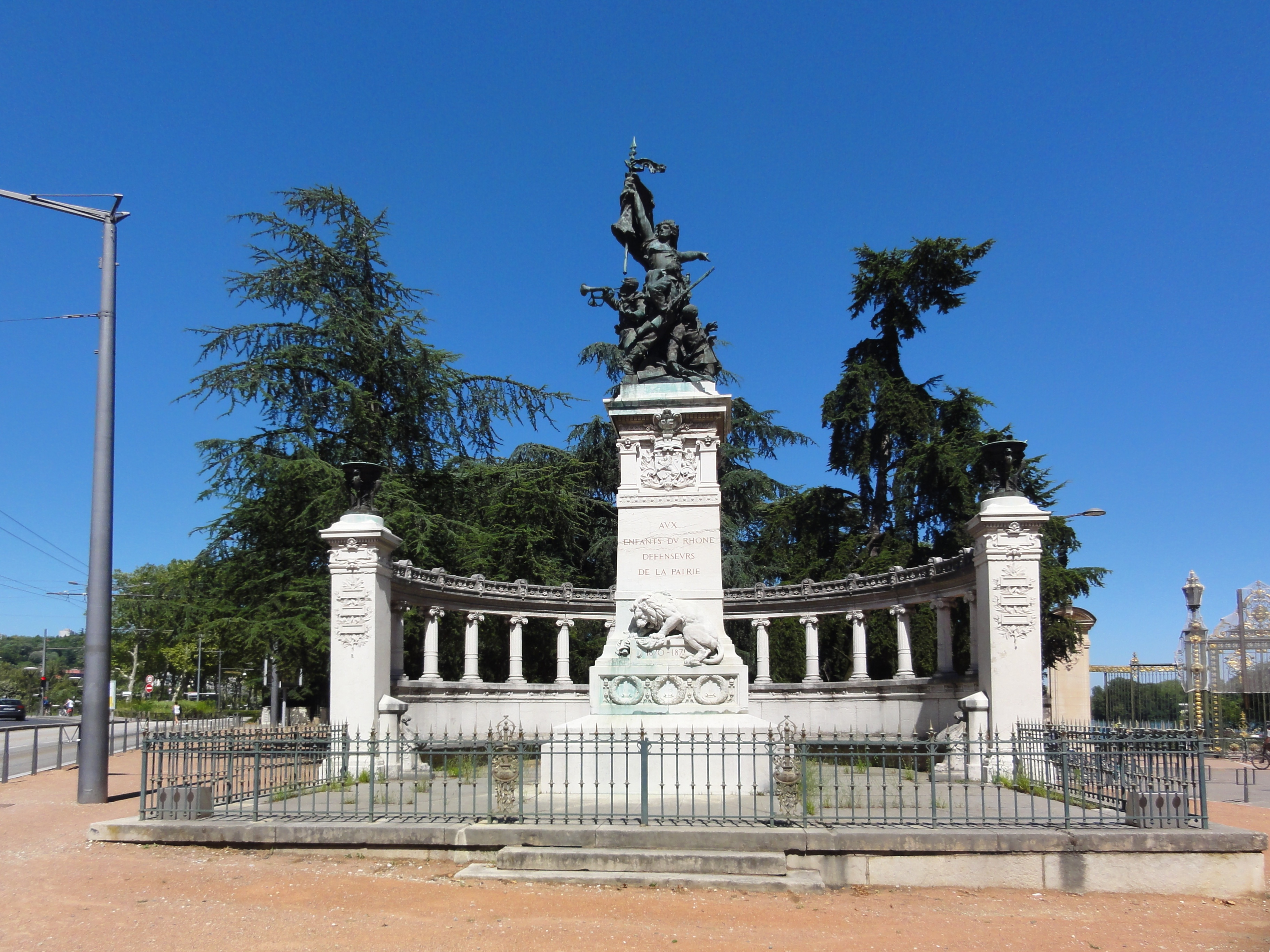
Monument aux morts - Guerre de 1870-71.

## Rives du lac

### Ensemble pour la Paix et la Justice
Situé dans l'allée du Lac, ce bronze du sculpteur Xavier de Fraissinette est inauguré en 1996, à l'occasion du G7 à Lyon. Un groupe de sept personnes actionne un levier pour soulever un globe terrestre sur lequel figurent sept puissances économiques. Cette représentation a été qualifiée de "sculpture de la honte", en effet plusieurs pays et continents, tels l'Afrique, l'Océanie, sont absents.

### La Centauresse et le Faune ou la Bacchanale
La Centauresse et Faune d'Augustin Courtet est à l'origine en plâtre pour le Salon de 1849 au Louvre, ensuite une copie en bronze est réalisée pour le Salon de 1852. Il représente une centauresse qui enlève un faune qui semble consentant.
Ce groupe sculpté est installé dans le jardin du palais Saint-Pierre, avant d'être déplacé au parc en avril 1952. Il prend la place du Faune de Joseph Bernard qui va au musée.

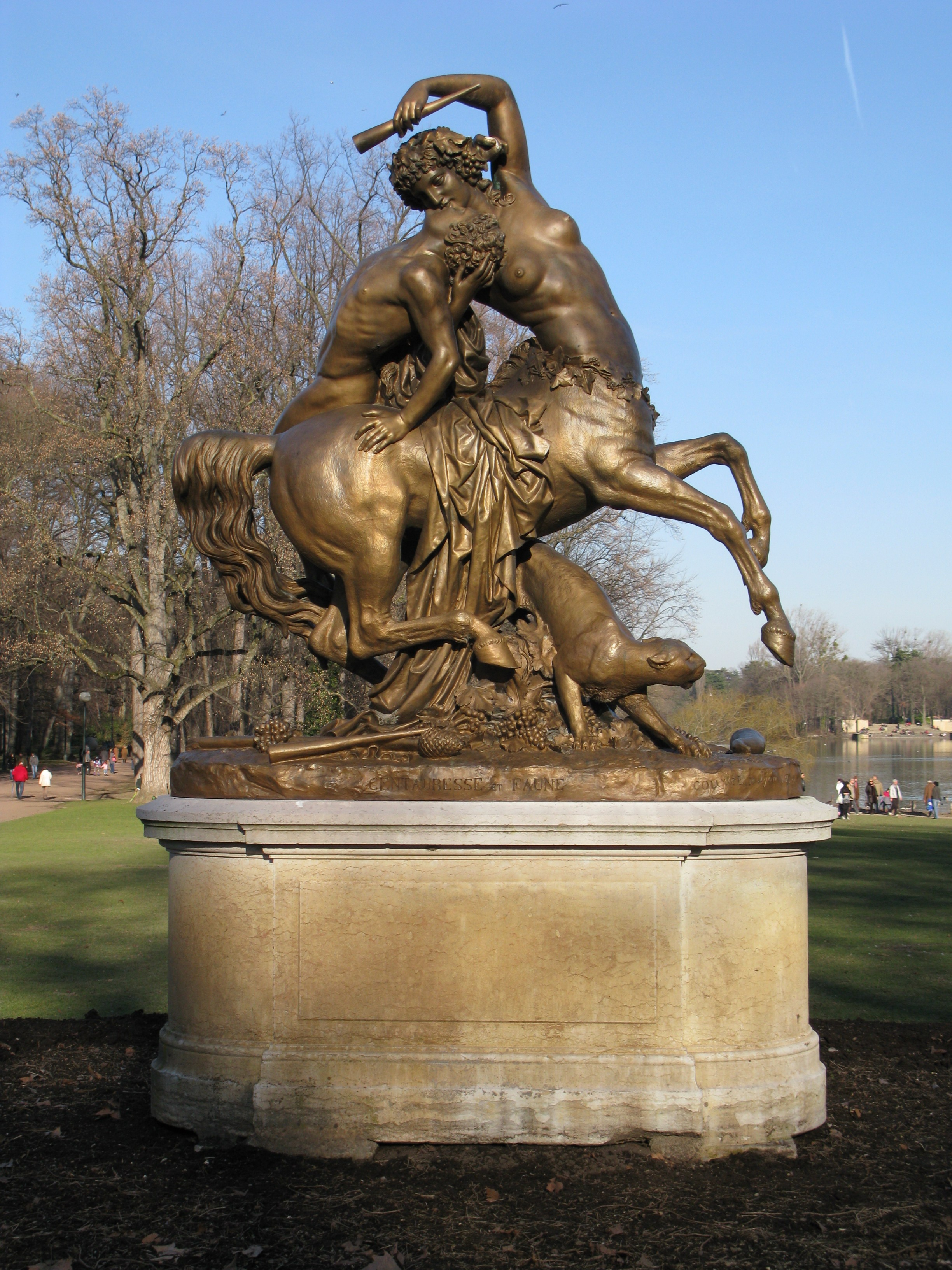
La Centauresse et le faune.

## L'île du Souvenir
Sur L'île-aux-Cygnes, le Monument aux morts de l'île du Souvenir est consacrée au morts de la Première Guerre mondiale. C'est l'œuvre de l'architecte Tony Garnier et des sculpteurs Jean-Baptiste Larrivé puis de son frère Auguste Larrivé, les bas-reliefs sont réalisés par les sculpteurs Louis Bertola et Claude Grange.
Le monument représente un cénotaphe porté par six hommes. Les noms de 10 600 lyonnais sont gravés sur les murs.
La première pierre est posée le 10 décembre 1922. Les travaux durent sept ans. Inauguré le 5 octobre 1930, il est inscrit à l'inventaire supplémentaire des monuments historiques depuis 1982 .

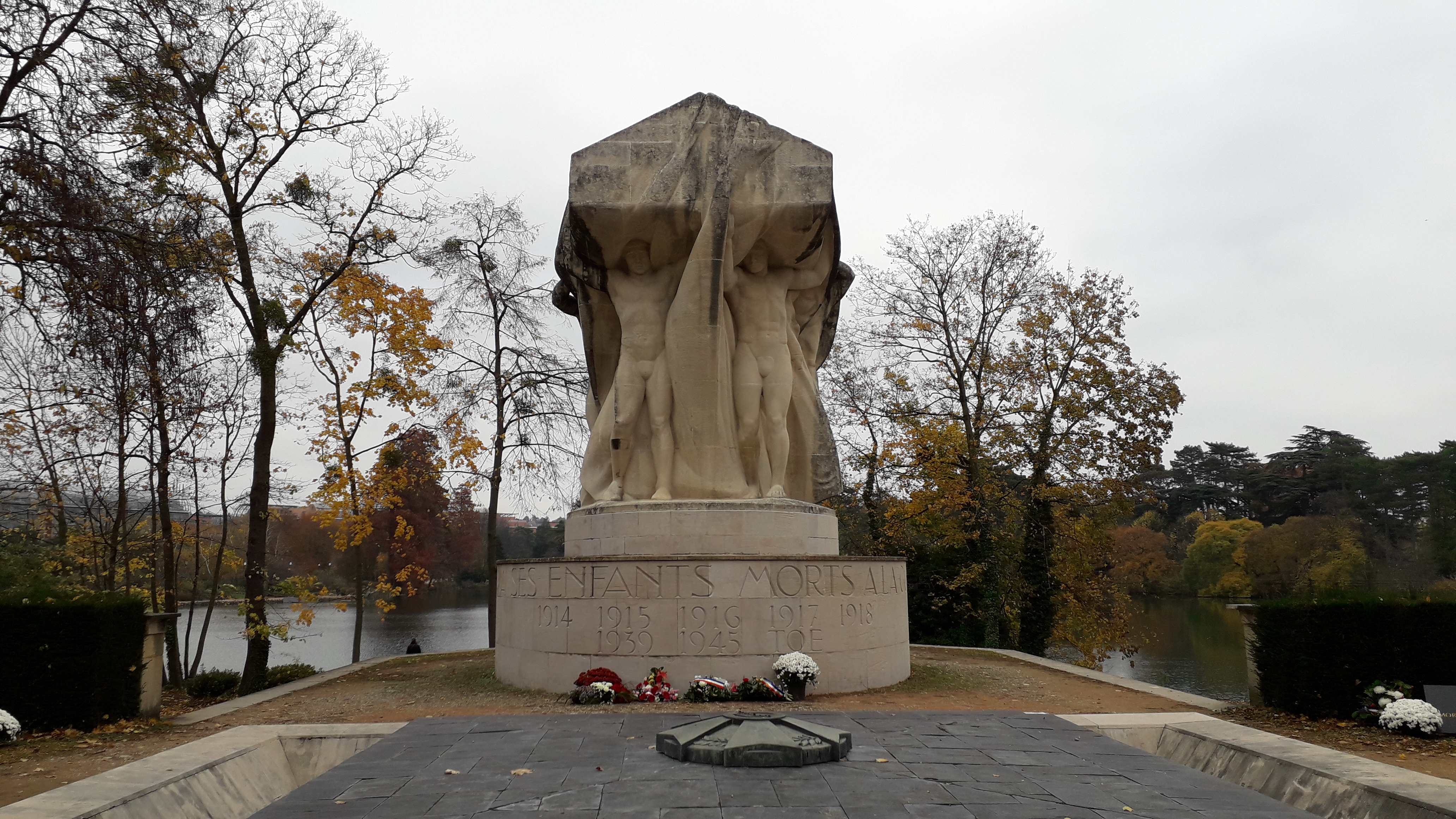
Monument aux morts de l'île du Souvenir.

### Buste de Claude-Marius Vaïsse
Sur le belvédère de la grande île, un petit buste est posé sur un socle immense. C'est le buste de Claude-Marius Vaïsse, créateur du Parc de la Tête d'Or et préfet à Lyon, de 1853 à sa mort en 1864. Le piédestal démesuré, conçu par Tony Desjardins, était prévu pour un monument plus important, en hommage à Claude-Marius Vaïsse sur la place des Jacobins. Celui-ci n'a jamais été installé. La statue en bronze a été placée au Parc dans un emplacement plus modeste, puis vendue aux héritiers qui l'ont fait fondre.
En 1959, le petit buste est mis sur le grand socle, il a probablement été sculpté par Guillaume Bonnet.

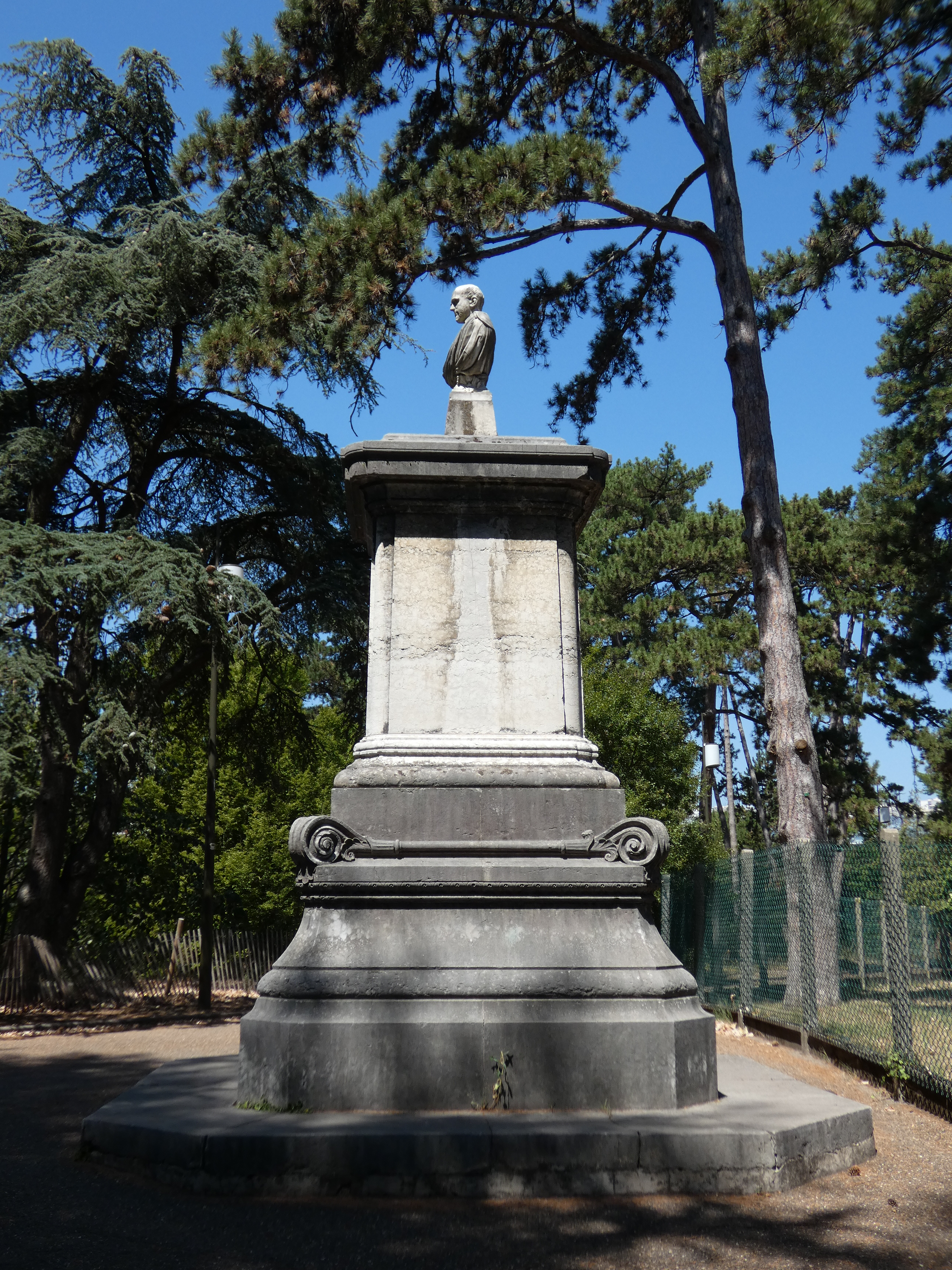
Buste de Claude-Marius Vaïsse.
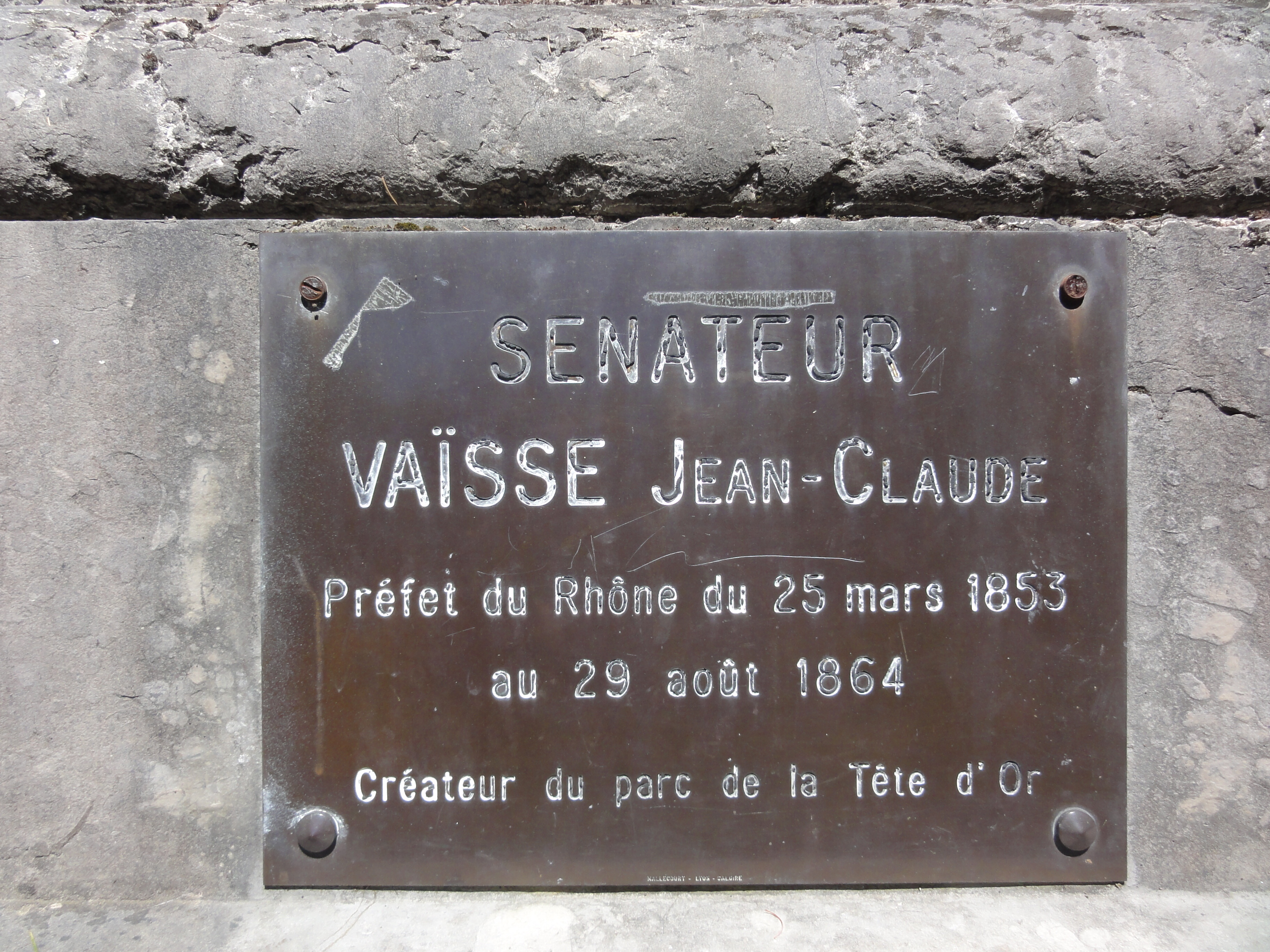
Plaque Claude-Marius Vaïsse (avec un prénom erroné).

### Buste de François Rozier
Situé près de l'entrée occidentale, le buste de l'abbé Jean-François Rozier met à l'honneur ce botaniste, créateur du premier jardin botanique à Lyon.

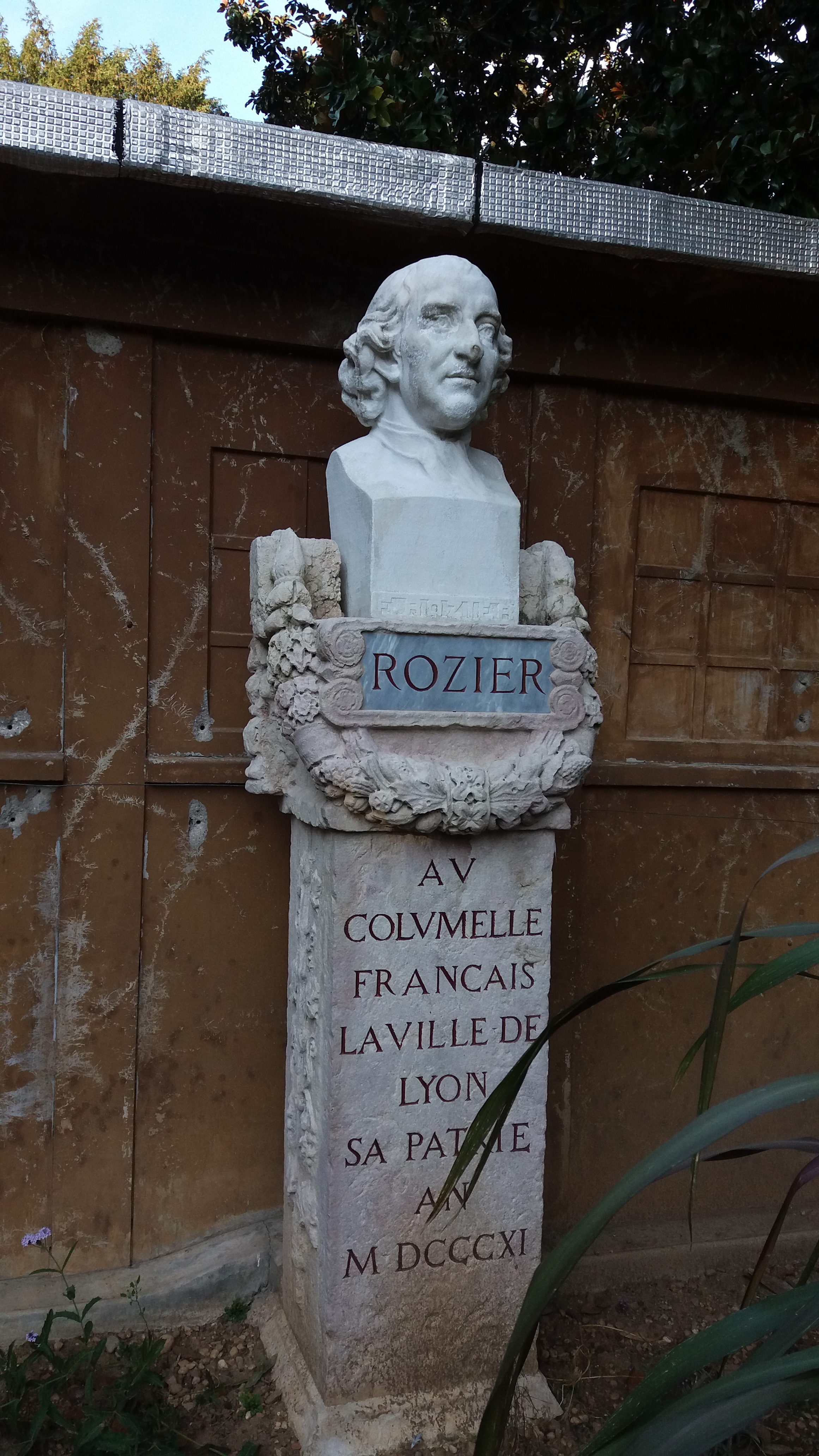
Buste de l'Abbé Rozier.

## Grande Roseraie

### Naïade
Dans la roseraie près de la Cité internationale, La Naïade est placée en 1962 au bord d'un bassin. C'est une commande publique de la ville de Lyon, obtenue par André Tajana.

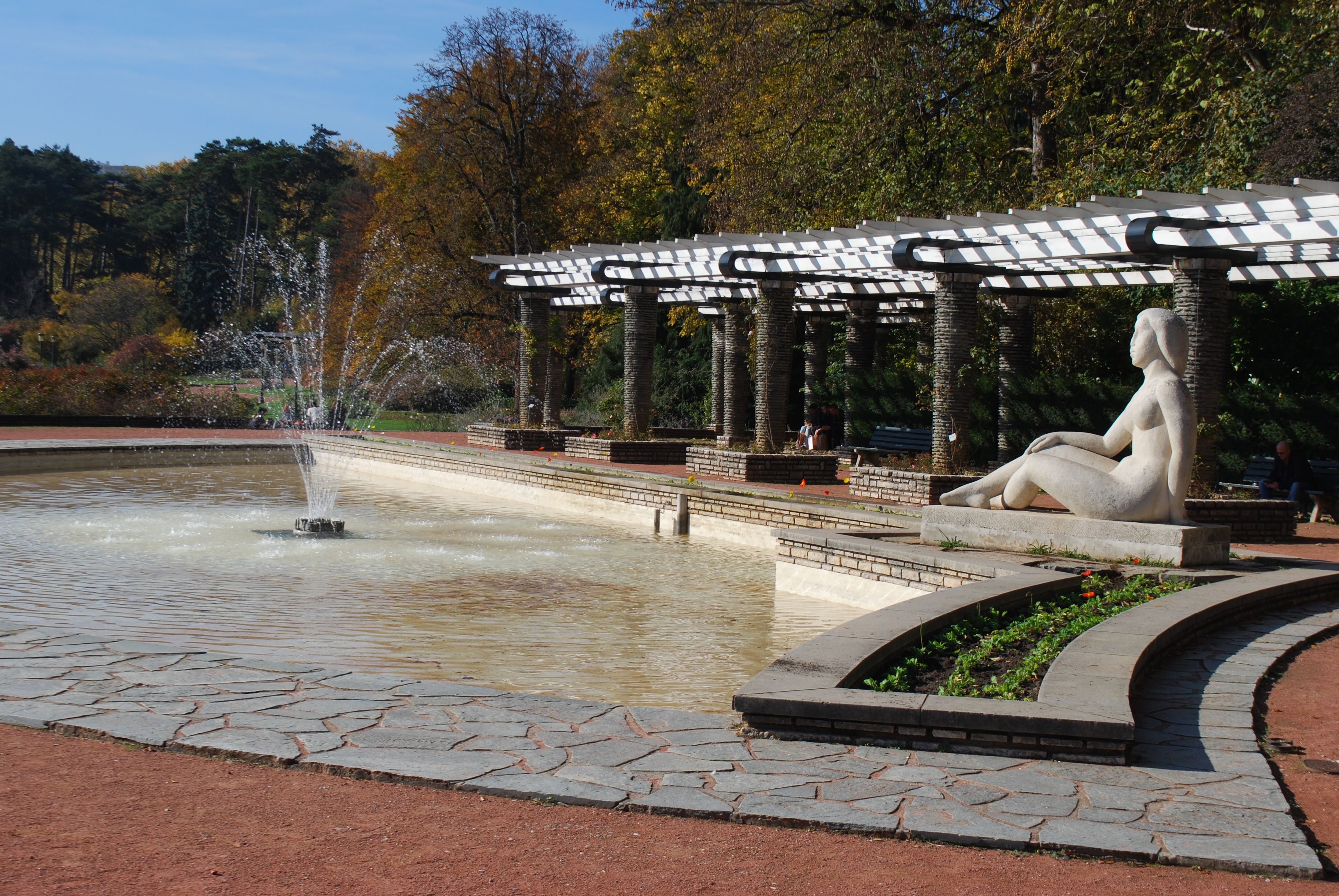
Naïade dans la roseraie.

## Jardin Botanique

### Le Secret ou Trois Grâces
Le Secret en marbre blanc représente trois jeunes femmes nues assises sur le socle. La statue se trouve à l'entrée du Jardin alpin, elle est mise en place en 1913. Crée par le sculpteur René Béclu, elle s'appelle alors "Le Secret".

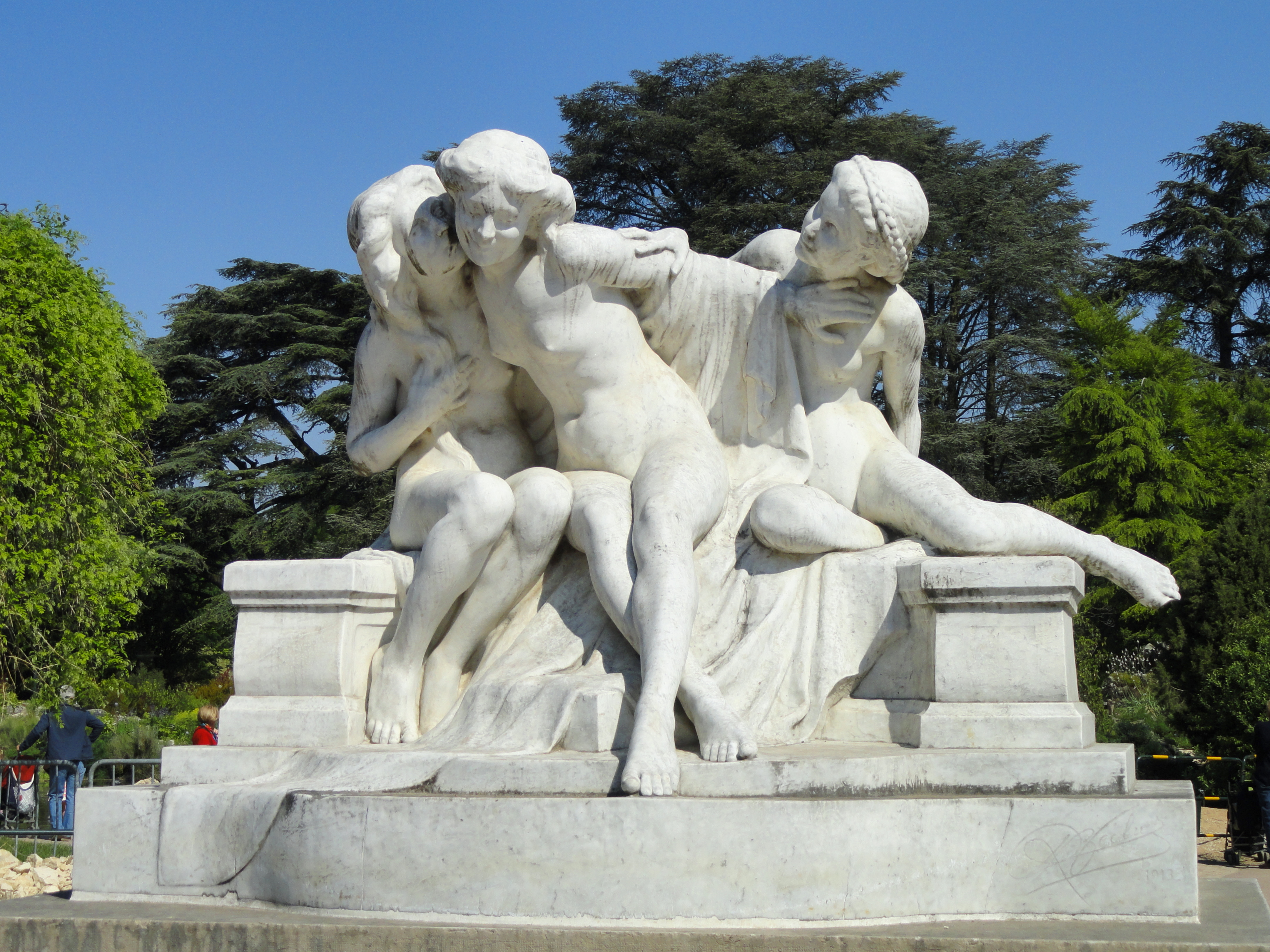
Le Secret.

### Floréal
Cette statue en marbre blanc représente une jeune fille qui court. Elle porte un bouquet de fleurs dans la main gauche et tient une rose dans la main droite tendue. Cette sculpture a été commandée à Laure Martin Coutan-Montorgueil pour l'exposition de 1914 à Lyon 1914. Elle est restée dans l'oubli, puis elle est décapitée. La tête originale a été remplacée par une autre.

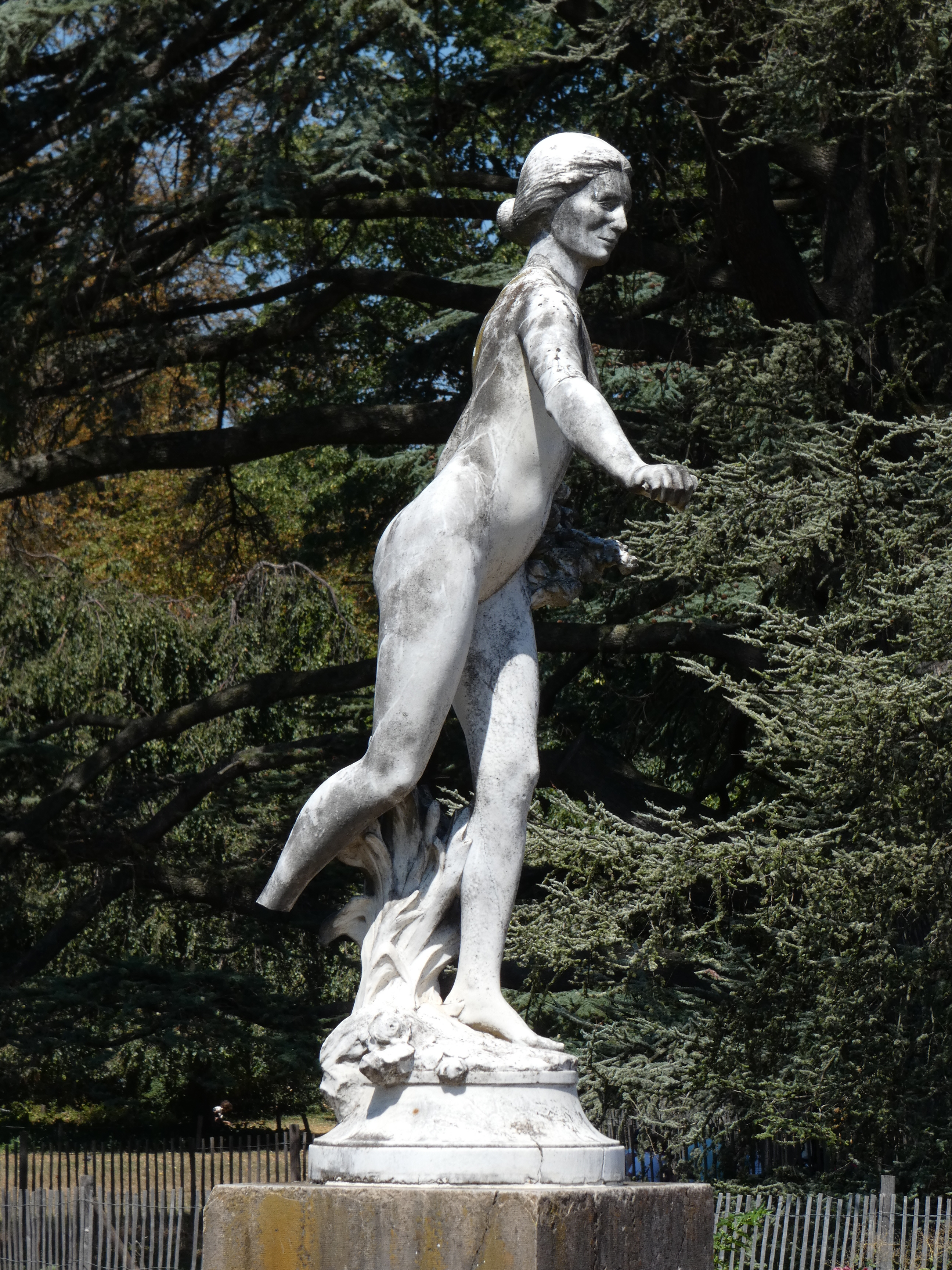
Floréal.

## Orangerie
Dans chacune des quatre niches du bâtiment de l'Orangerie, des statues d’enfants symbolisent les quatre saisons. À l'origine, elles devaient se trouver sur la fontaine de la place des Jacobins. Elles ont été conservées dans les réserves du musée des Beaux-arts et ensuite installées devant les grandes serres du parc. En 1903, elles trouvent leur place sur la façade de l'orangerie.

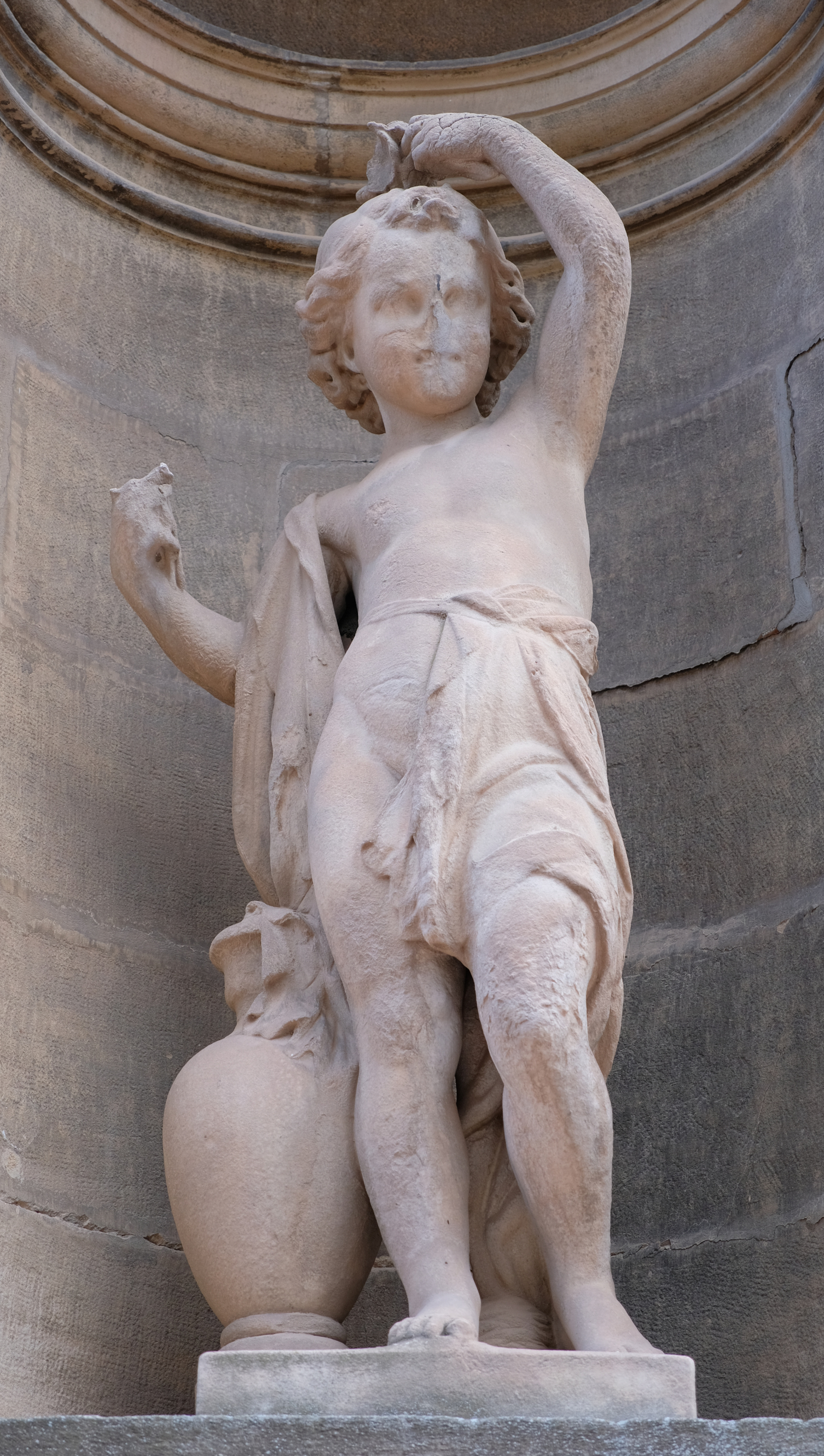
Le Printemps (Joseph-Hugues Fabisch)
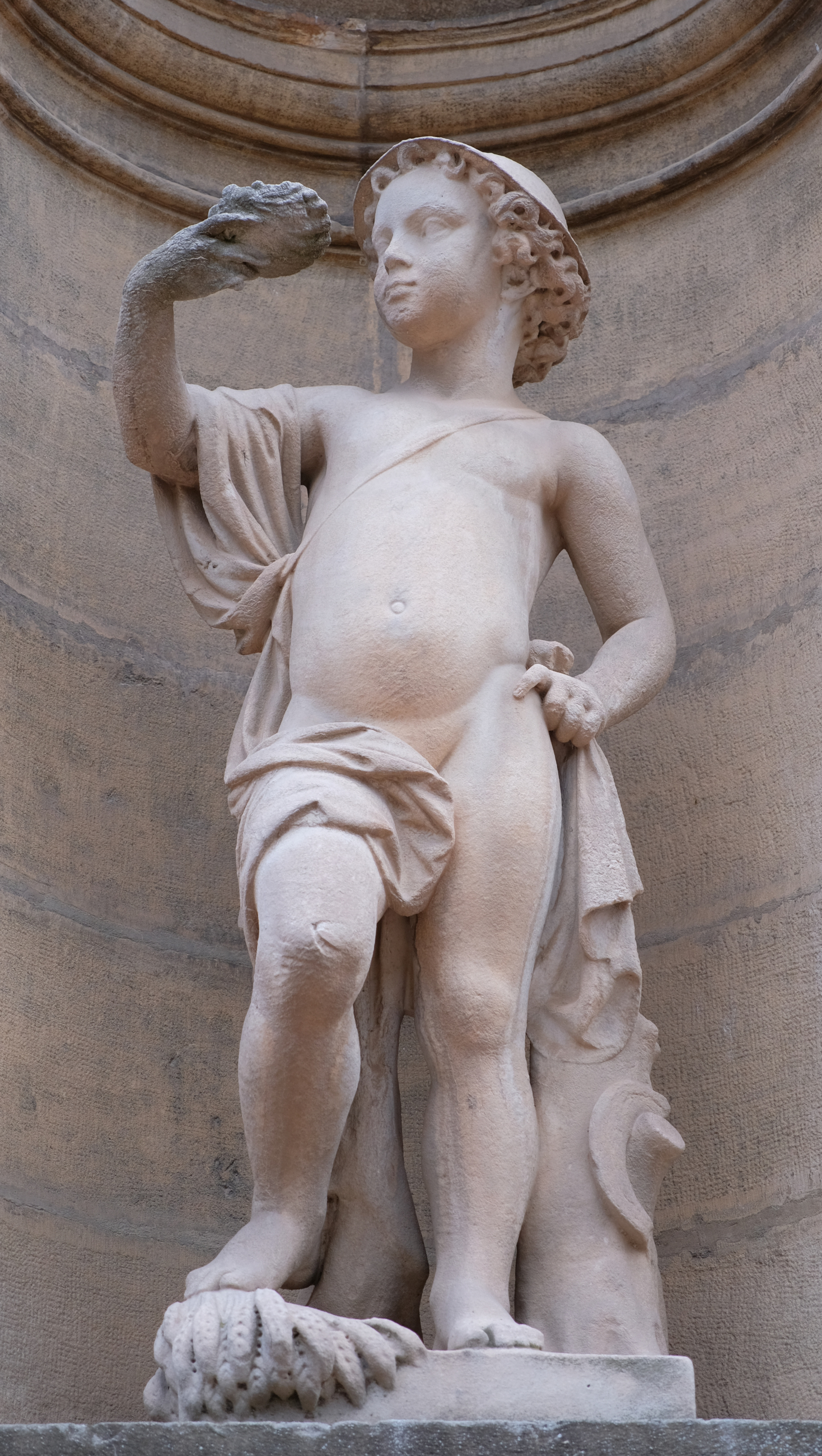
L'Été (Joseph-Hugues Fabisch)
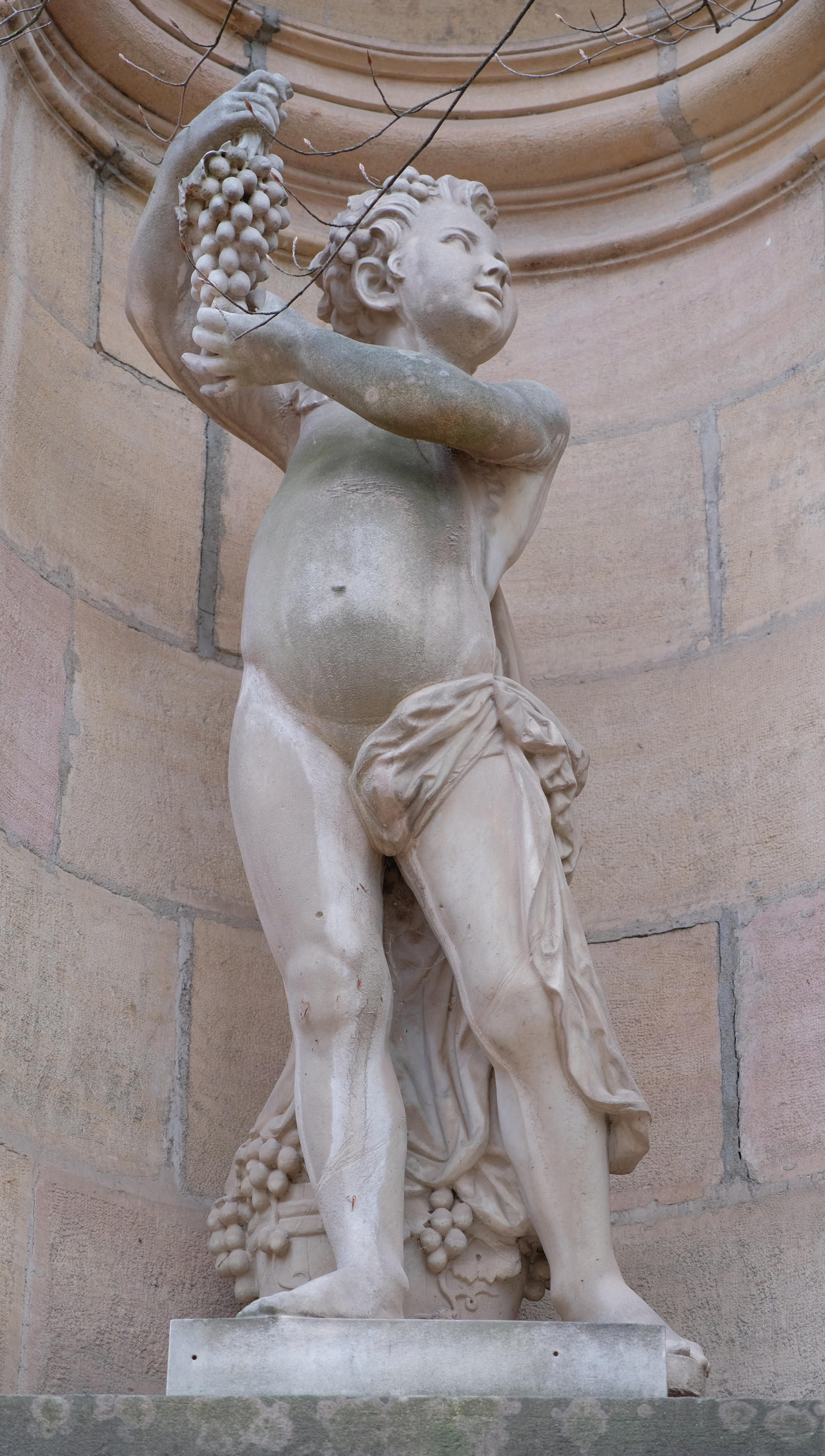
L'Automne (Louis Auguste Roubaud)
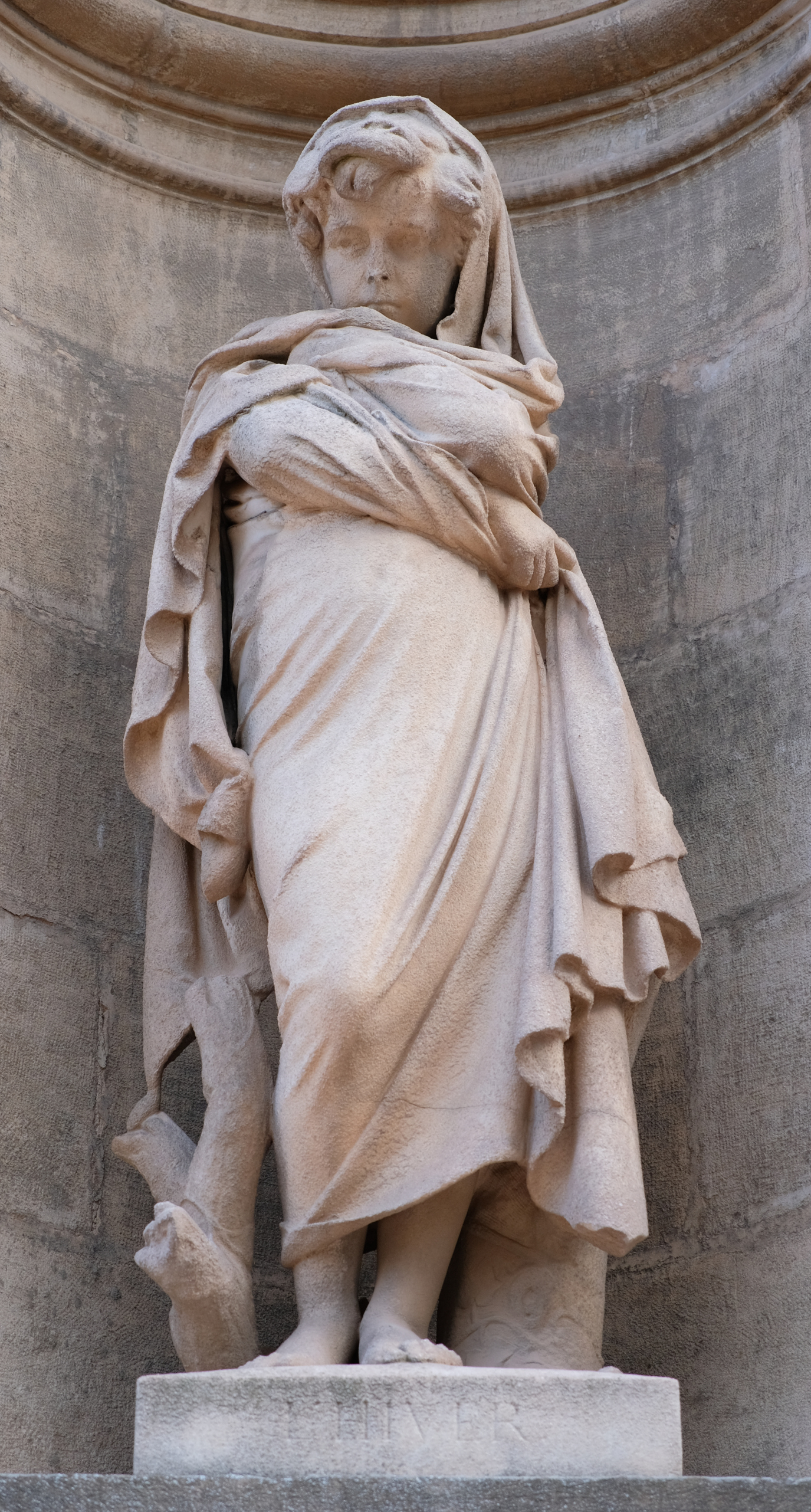
L'Hiver (Louis Auguste Roubaud)

## En face des grandes serres

### Bernard de Jussieu
La statue de Bernard de Jussieu se trouve devant les grandes serres. Le parvis est nommé Jardin de Jussieu depuis que cet espace accueille la statue en 1969. À l'origine en 1894, celle-ci avait été placée dans le 3e arrondissement sur le square Jussieu.
Le parc honore ainsi Bernard de Jussieu, né à Lyon en 1699. Il est membre  d'une famille de botanistes lyonnais célèbres.
L'homme est debout, la tête penchée sur la plante qu'il porte dans sa main gauche, la main droite tient une loupe.
La statue est réalisée en mai 1894 par le sculpteur Pierre Aubert et l'architecte de la ville Abraham Hirsch.

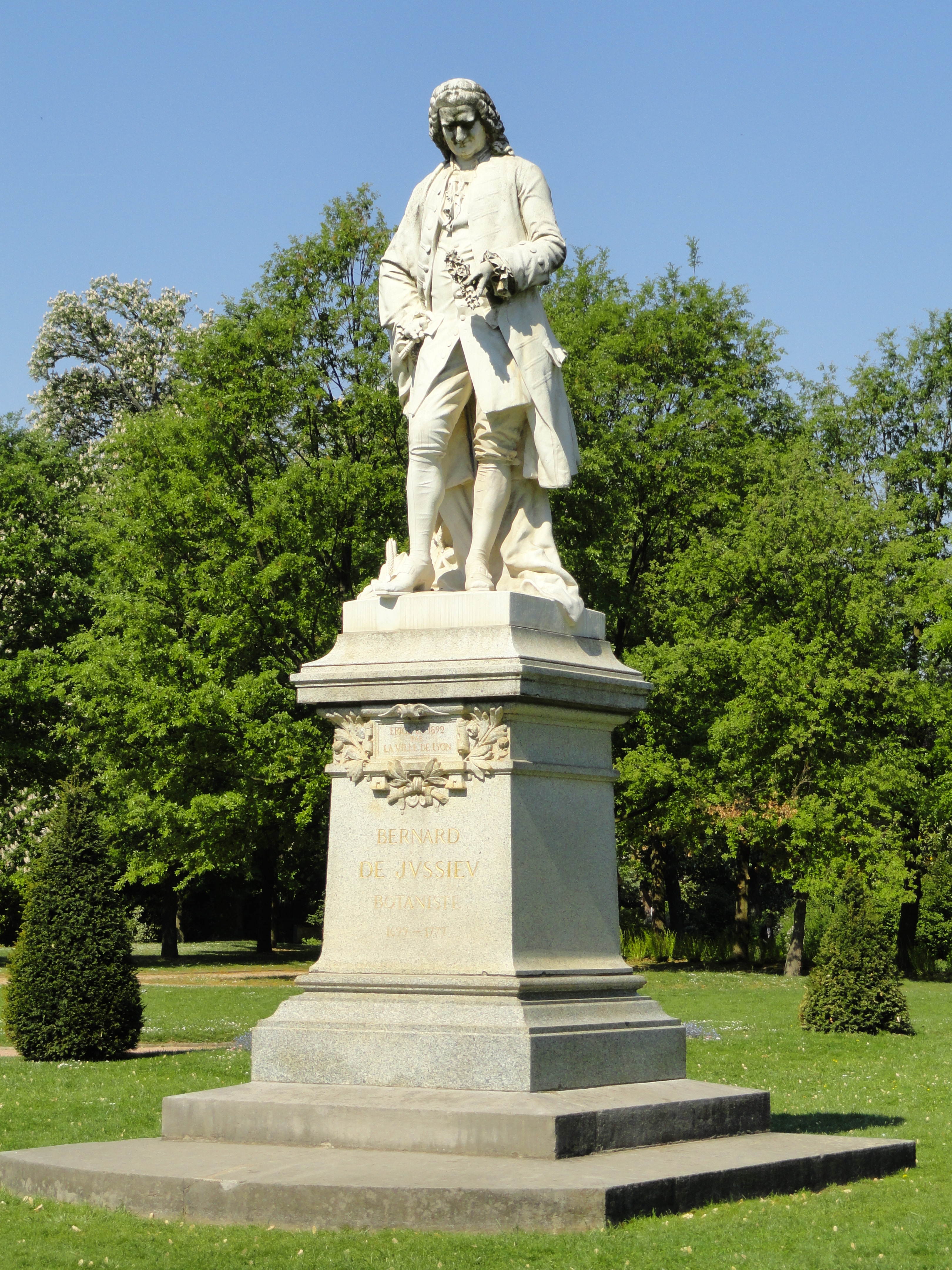
Bernard de Jussieu
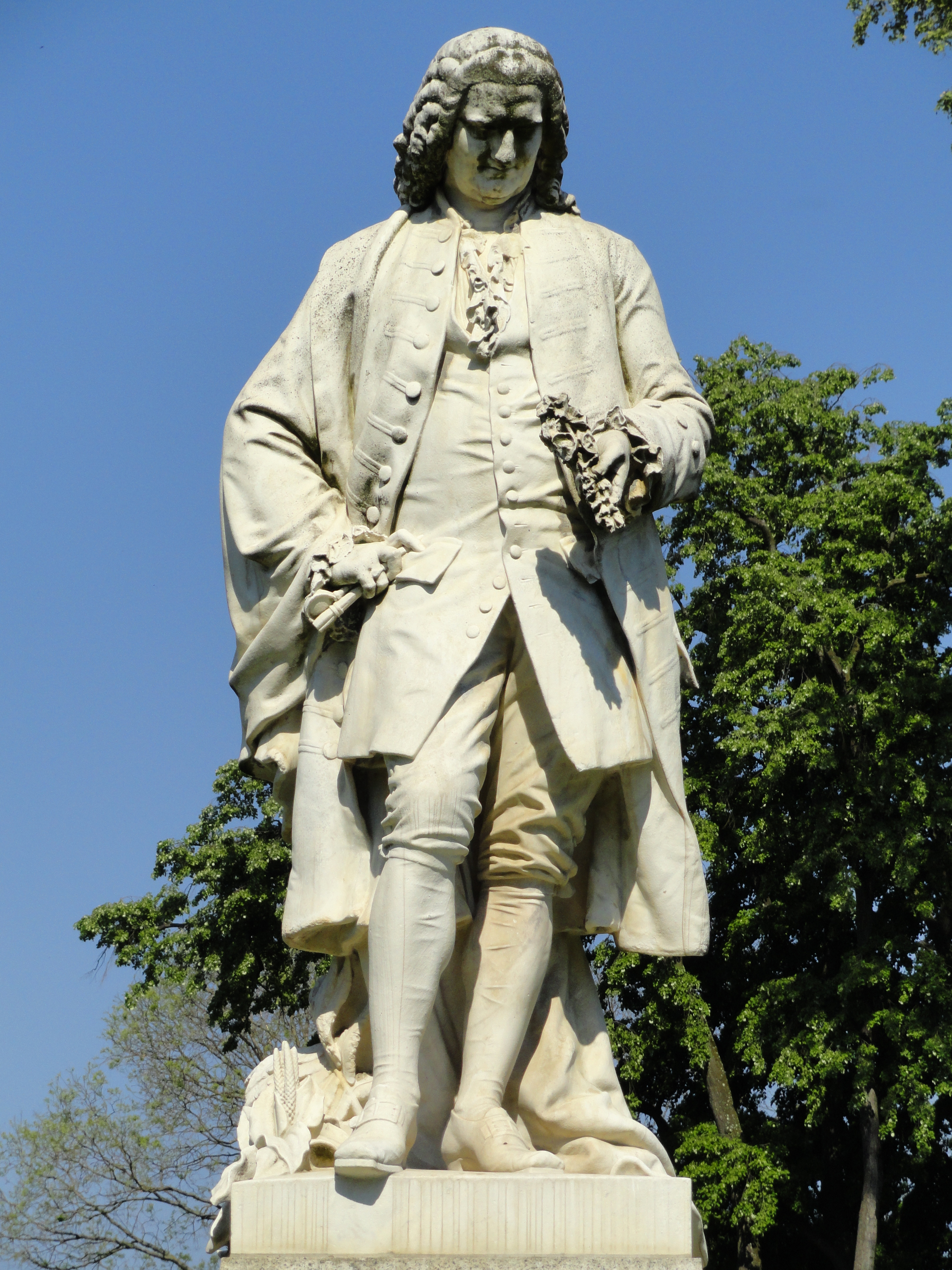
Bernard de Jussieu

## Vélodrome
Quatre sculptures ornent le vélodrome, construit par les architectes Adrien Robert et Jean Marin
- L'athlète vainqueur d'Alexandre Maspoli
- La Sportive, de Georges Salendre
- Le Bélier rieur, de Léopold Renard
- Philippidès, de Marcel Renard

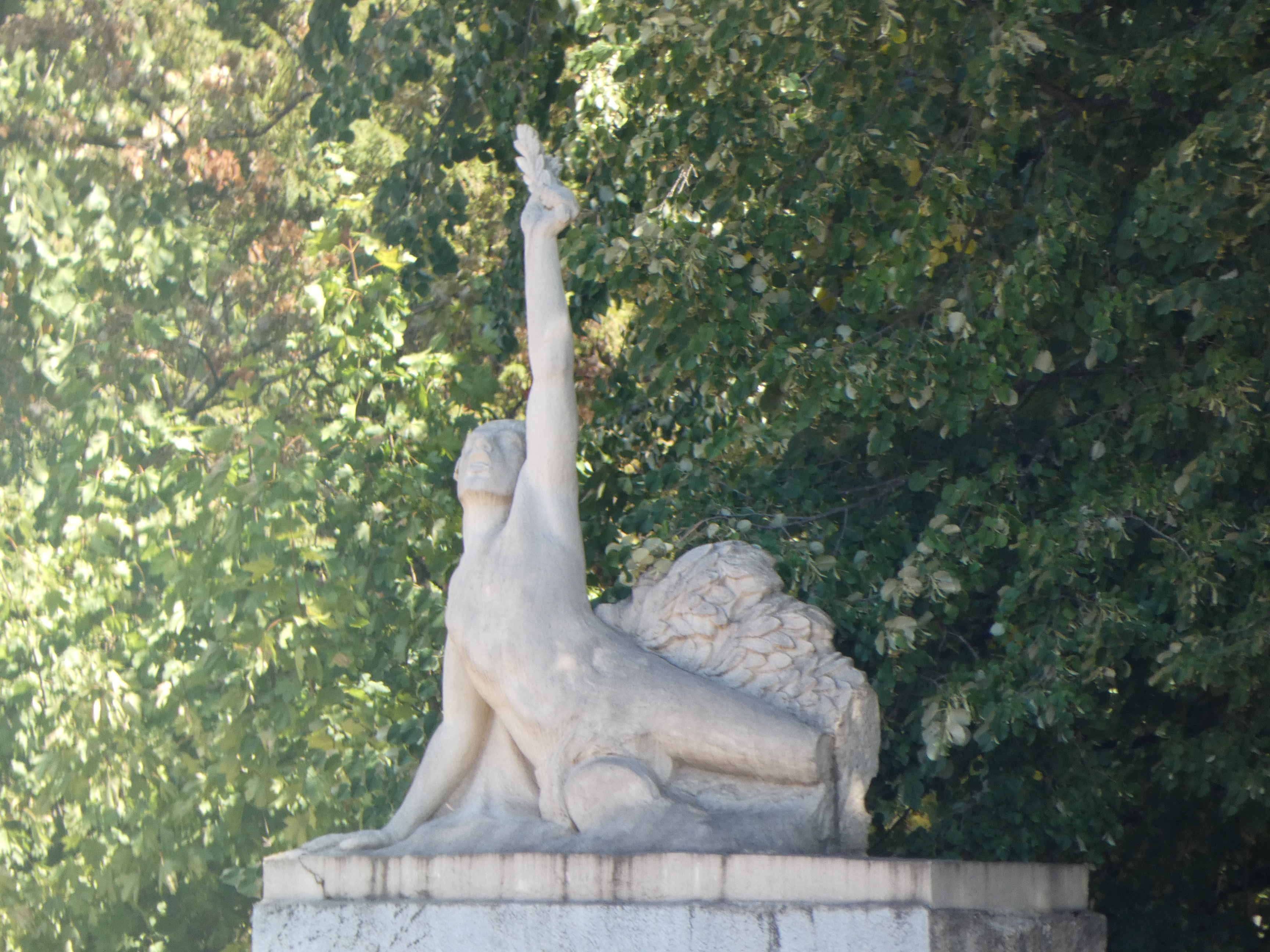
L'Athlète victorieux.
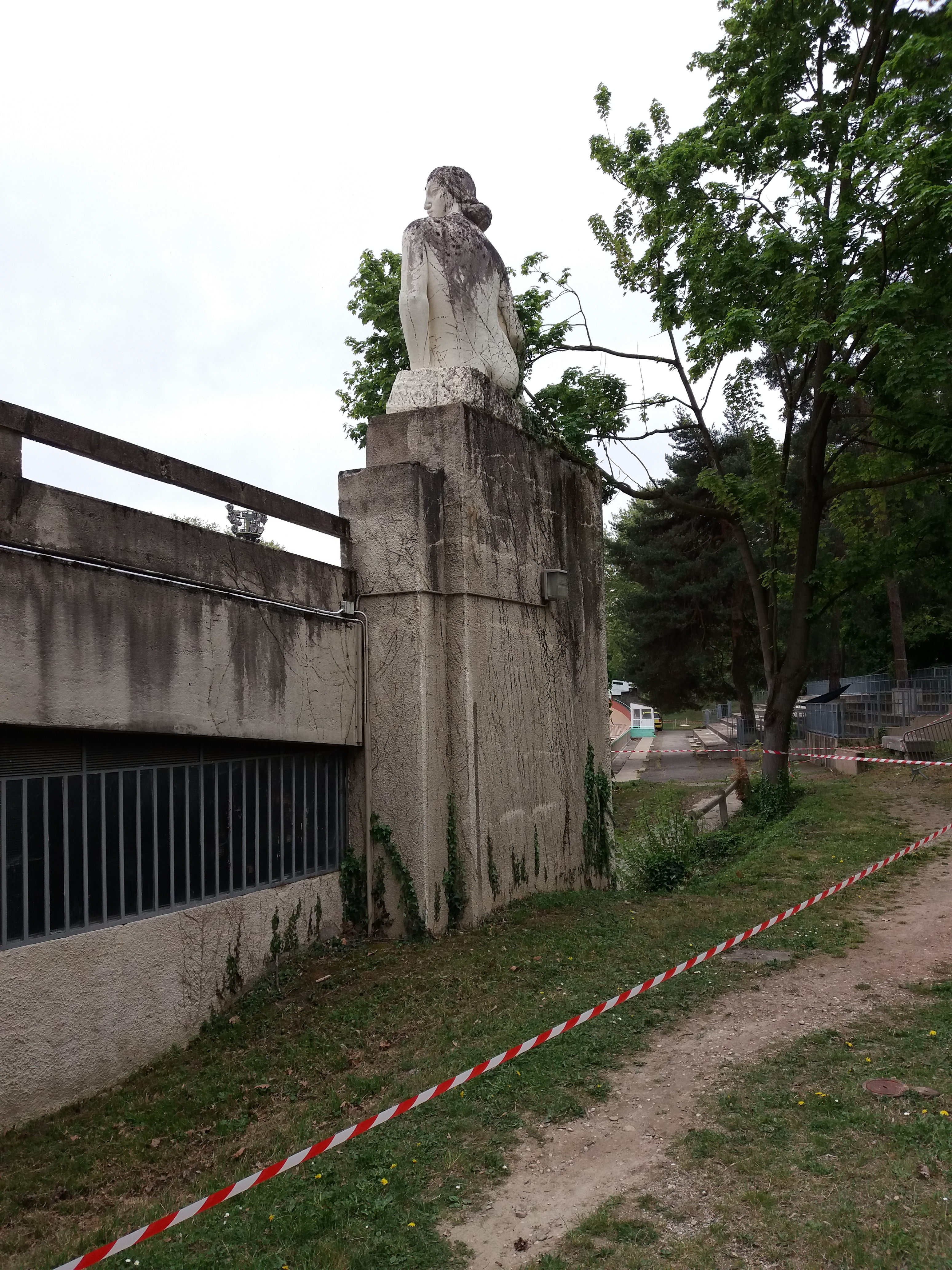
Statue de femme sportive
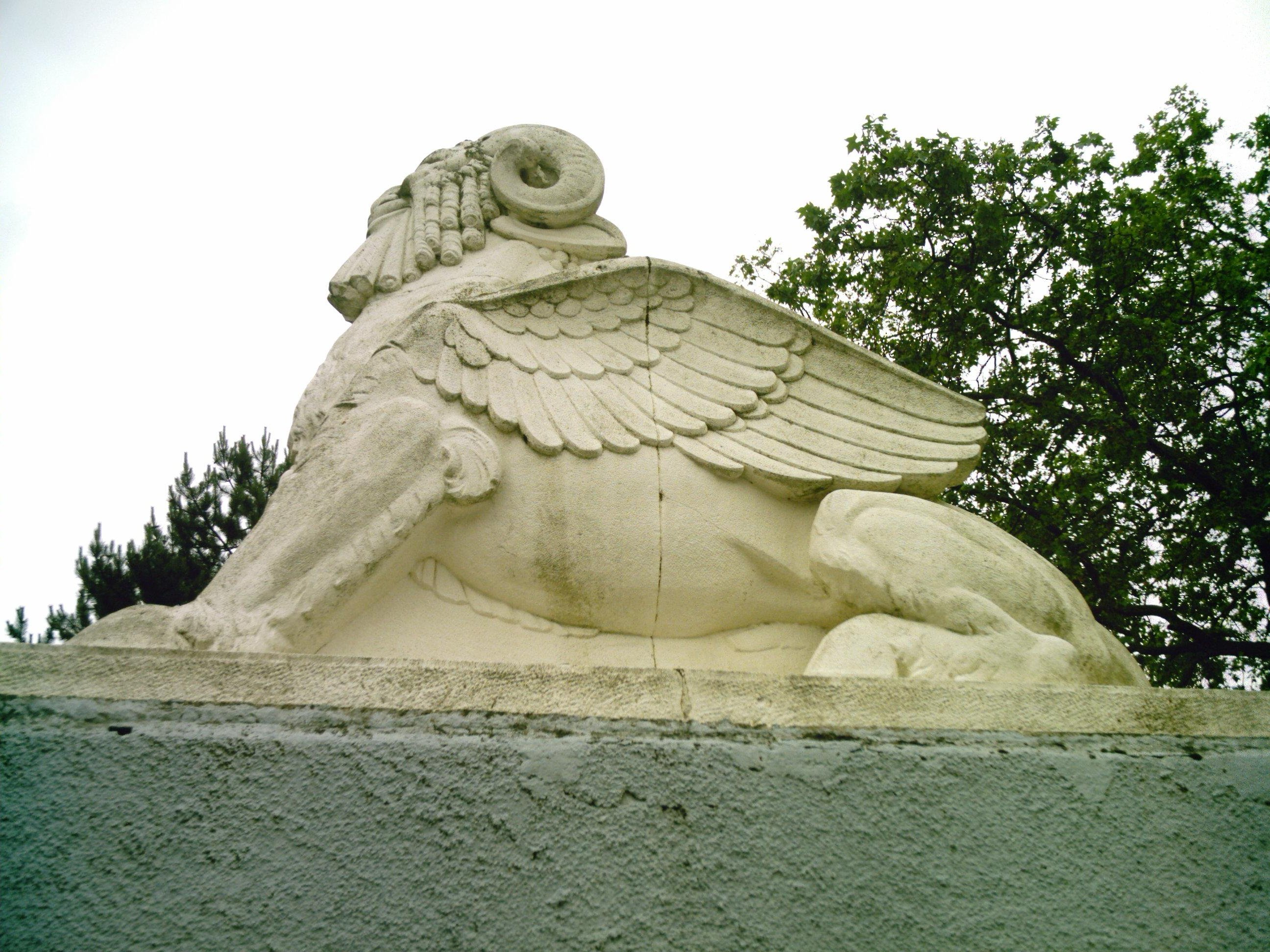
Le Bélier
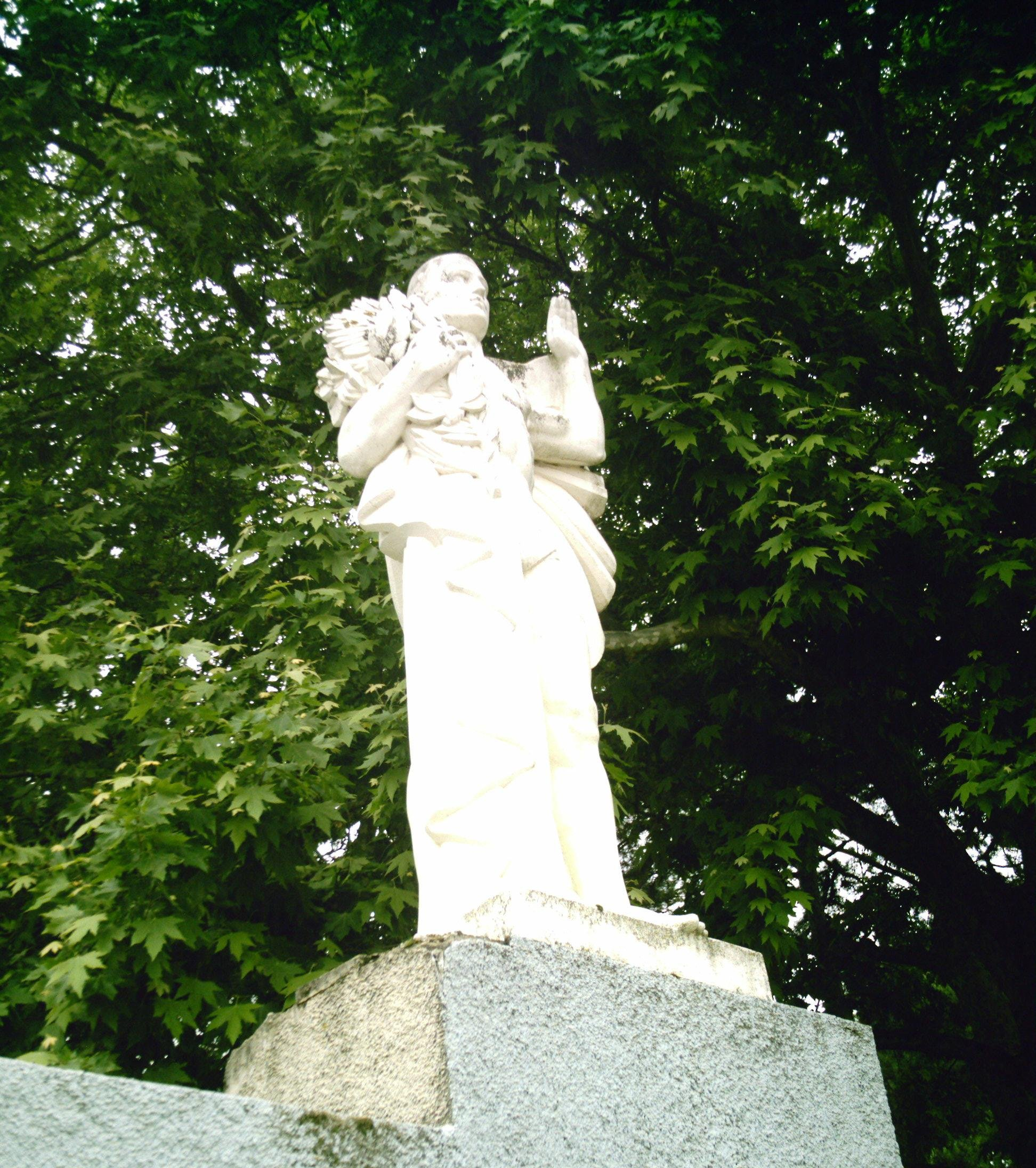
Philippidès.